# Sinești (okręg Jałomica)
Sinești – wieś w Rumunii, w okręgu Jałomica, w gminie Sinești. W 2011 roku liczyła 1329 mieszkańców.